# Enrico Bonino
Enrico Bonino (Albissola Marina, 6 dicembre 1922 – Savona, 13 luglio 2005) è stato un poeta e scrittore italiano.

## Biografia
Nato ad Albissola Marina da famiglia di tradizioni umanistiche (la prozia Virginia fu apprezzata poetessa e il bisnonno Bartolomeo, uomo di lettere, era in corrispondenza con Alessandro Manzoni), terminò gli studi superiori a Savona, poi dovette abbandonare l'Università a causa degli eventi bellici e della prematura morte del padre Fernando. Visse a lungo alla macchia durante l'occupazione nazista. Trascorse la vita nel paese natio, del quale fu amministratore pubblico fin dal 1946 e sindaco del 1968 al 1974, con frequenti periodi di soggiorno a Mombaldone, paesino della langa astigiana, che dette i natali alla madre Fanny.
Nella primavera del 1946 sposò Franca Saettone, dalla quale ebbe due figli.
Funzionario della Camera di Commercio di Savona, fu redattore capo di Savona Economica, organo di stampa dell'ente camerale. Per le sue competenze di natura amministrativa e nel settore culturale, artistico e turistico ha presieduto l'Azienda Autonoma di Soggiorno dei due comuni (Albissola Marina e Albisola Superiore), promuovendo iniziative di rilievo. Fu amministratore pubblico di Albissola Marina fin dal 1946 e sindaco dal 1968 al 1974.
Presidente onorario della sezione ligure del Sindacato Libero Scrittori Italiani, fu collaboratore artistico della “Sala Teresiana” di Arenzano e ricevette l'onorificenza di commendatore al merito della Repubblica nel 1982.
Nel 1994 gli è stata conferita la laurea honoris causa in Lettere e Filosofia.
Collaboratore di molti giornali e riviste letterarie, ha pubblicato libri in un lungo arco di tempo ed è inserito in numerose antologie italiane e internazionali, tra le quali Letteratura Italiana Contemporanea diretta e curata da Carlo Bo, Alberto Frattini, Gaetano Mariani e Mario Petrucciani (Ed. Lucarini – Roma 1982); suoi componimenti sono stati tradotti in diverse lingue, diffusi e apprezzati anche fuori dall'Italia: la lirica La mia terra venne tradotta in catalano da Rafael Alberti.
Il profondo amore per il luogo natio così come il legame con il Piemonte, regione di origine della famiglia, rappresentano una prima intensa e significativa fonte di ispirazione. Gli affetti familiari costituiscono il secondo fondamentale elemento di ispirazione della sua poetica, nutrita anche di valori spirituali sospesi tra senso del trascendente e interrogativi di carattere teologico. L'esperienza politico-amministrativa ha rappresentato il terzo importante filone di profonda e civile ispirazione letteraria.
Amico e sodale di Angelo Barile, Adriano Grande, Camillo Sbarbaro, strinse rapporti di grande affinità intellettuale con Giuseppe Ungaretti, Salvatore Quasimodo e Rafael Alberti. 
Tra gli altri hanno scritto di lui: Carlo Betocchi, Carlo Bo, Giorgio Caproni, Giacomo Oreglia, Piero Raimondi, Giovanni Titta Rosa.
Le sue opere sono conservate in alcune delle principali biblioteche d'Italia: a Roma (biblioteche del Senato; della Camera; del Ministero per la Pubblica Istruzione; Apostolica vaticana; Istituto Enciclopedia Italiana; Civiltà Cattolica;Angelica), Milano (biblioteche dell'Università Cattolica; della Facoltà di Giurisprudenza, lettere e filosofia; Biblioteca Ambrosiana; Comunale Centrale; del Corriere della Sera, Letture), Torino (biblioteca della facoltà di Lettere e Filosofia; della Regione Piemonte; de La Stampa; della RAI; della Provincia di Torino), Firenze FIRENZE (Accademia della Crusca, Comunale Centrale, Gabinetto Vieusseux, Nazionale Centrale, Marcelliana, Facoltà di Lettere e Filosofia, Facoltà di Magistero), Genova (biblioteca Universitaria, Facoltà di Lettere e Filosofia, Facoltà di Magistero; Istituto di Letteratura Italiana; Civica “Berio”; Goethe Institut; Accademia Ligure di Scienze e lettere; Società Ligure di Storia Patria; associazione “A Compagna”; Centro Culturale Franco Italiano Galliera; Padri Carmelitani; Fondazione “M. Novaro”; Civica “Gallina") e Savona (biblioteca civica; “A Campanassa”; Società Savonese di Storia Patria; Seminario Vescovile; biblioteca della Camera di Commercio). Inoltre, alcune opere sono presenti nelle biblioteche di Alessandria, Aosta, Bergamo, Cuneo, Imperia, La Spezia, Siena, Acqui Terme, Albisola, Carcare, Finale Ligure, Limone Piemonte, Mondovì, Rapallo, Vernante.
Una copia del libro in ceramica Omaggio a Maria venne donata a Giovanni Paolo II in occasione di un'udienza.

## Opere principali
- 1953 Quando il vento canta prefazione di Angelo Barile, illustrato da Eliseo Salino, Ed. Liguria
- 1954 Ora attende il mio giorno, Premio d'autunno 1954, Ed. Badalamenti
- 1965 L'ansia quotidiana prefazione di Giovanni Titta Rosa, illustrato da Eliseo Salino, Ed. M.Carpena
- 1979 Inedite prefazione di Giorgio Caproni e traduzione di Rafael Alberti, Ed. Meta
- 1984 Sinfonia proustiana prefazione diSilvio Riolfo Marengo , illustrato da Gigi Caldanzano, Ed. Tolozzi
- 1986 Omaggio a Maria libro in ceramica decorato da Giampaolo Parini, Ed. Ceramiche Mazzotti
- 1989 Poesia oltre i confini liriche tradotte in sei lingue, illustrato da G. Bozzano, Ed. M. Sabatelli
- 1992 Il guscio sommerso prefazione di Edoardo Villa, Ed. Rebellato
- 1995 Scoglio vivo prefazione di Sirio Guerrieri, Ed. Micheloni
- 1998 Alla soglia del dubbio prefazione di Antonio Balletto, illustrato da Gianni Celano Giannici, Ed. S.M.G.
- 2001 Elegia del grande nord illustrato da Loengrin, Pugliese, Calderon, Ed. Gabrieli
- 2001 I promessi del cielo (romanzo) prefazione di Antonio Balletto, Ed. Bastogi
- 2007 Passeggiando con Proust (postumo) prefazione di Sonia Cosco, disegni di G.Caldanzano, L.Editrice
- 2015 Poesia, sola realtà Volume antologico nel decennale della scomparsa Edizioni d'Arte DLQ